# Odo Russell, 1:e baron Ampthill

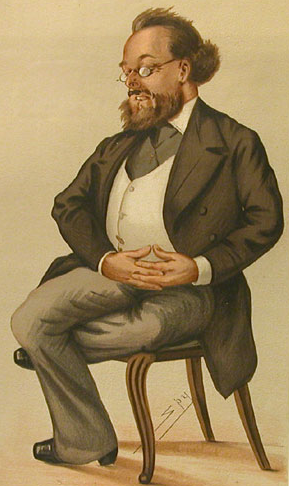
Odo Russell 1877, karikatyr av Leslie Ward.

Odo William Leopold Russell, 1:e baron Ampthill, född 20 februari 1829 i Florens, död 25 augusti 1884 i Potsdam, var en brittisk diplomat. Han var son till lord George William Russell och far till Oliver Russell, 2:e baron Ampthill.

## Biografi
Russell uppfostrades i föräldrahemmet (mestadels i Tyskland), inträdde 1842 på diplomatbanan som attaché i Wien, tjänstgjorde sedan i utrikesministeriet i London under farbrodern lord John Russell 1850–1852, därefter kortare tid i Paris, Wien och Sankt Petersburg, 1854–1857 i Konstantinopel under Stratford de Redcliffe, vars förtrogne medhjälpare han var under Krimkrigskrisen, och 1857–1858 i Washington, D.C. 1858–1870 var Russell legationssekreterare vid hovet i Florens, men vistades denna tid mest i Rom och företrädde inofficiellt de engelska intressena vid Vatikanen. 
År 1870 blev han biträdande understatssekreterare i engelska utrikesministeriet, sändes till tyska högkvarteret under fransk-tyska kriget i särskild mission (november 1870) och hade genom sitt bestämda uppträdande gentemot Bismarck i frågan om Rysslands överkorsande av Parisfredens bestämmelser om Svarta havet väsentlig andel i denna frågas hänskjutande till en konferens i London 1871. 
Från oktober 1871 till sin död var han brittisk ambassadör i Berlin, där han stod på synnerligen god fot både med Bismarck och med hovet samt verksamt främjade det vänskapliga förhållandet mellan England och Tyskland. Vid Berlinkongressen 1878 var han Storbritanniens tredje delegerade. Russell blev 1872 medlem av Privy council och upphöjdes 1881 till peer som baron Ampthill.